# Фонсека, Роландо
Рола́ндо Фонсе́ка Химе́нес (исп. Rolando Fonseca Jiménez; род. 6 июня 1974, Сан-Хосе) — коста-риканский футболист, нападающий, известный по выступлениям за «Алахуэленсе» и сборную Коста-Рики, лучший бомбардир в её истории.

## Биография
Фонсека дебютировал за «Саприссу» в чемпионате Коста-Рики в 1991 году в матче против команды «Лимоненсе». Первый гол в карьере он забил 28 августа того же года.
За свою продолжительную карьеру Фонсека стал вторым в истории центральноамериканским футболистом, после гватемальца Хуана Карлоса Платы, который сумел забить свыше 300 голов за клубы и национальную сборную. Фонсека в 159 матчах чемпионата Гватемалы сумел забить 94 гола, став вторым бомбардиром в истории клуба «Комуникасьонес».
В составе национальной сборной Роландо дважды играл на Кубке Америки — в 1997 и 2001 гг. В последнем случае костариканцы сумели выйти в 1/4 финала. Такого же результата Фонсека добился на Золотом кубке КОНКАКАФ в 2007 году, а в 2003 году занял со своей сборной 4-е место на главном турнире для североамериканских сборных.
В 2001 году Фонсека забил гол в матче против Мексики на «Ацтеке», в котором Коста-Рика победила 2:1 (это стало первым поражением мексиканцев на стадионе в матчах отбора на чемпионат мира) и обеспечила благодаря этому попадание на чемпионат мира 2002 года с 1-го места отборочной группы. В 2002 году Фонсека принял участие в 2 из 3 матчей группового этапа чемпионата мира: несмотря на довольно яркую игру, костариканцы уступили место в 1/8 сборной Турции лишь из-за худшей разницы забитых и пропущенных мячей.
Всего с 1992 по 2011 год Роландо Фонсека отметился 47-ю забитыми голами в 113 матчах за сборную Коста-Рики.

## Достижения
- Чемпион Коста-Рики (5): 1989, 1993/94, 1994/95, 2002/03, 2004/05
- Чемпион Гватемалы (5): 1998/99, 1999 (Апертура), 2003 (Клаусура), 2008 (А), 2010 (А)
- Лучший бомбардир в истории сборной Коста-Рики: 47 голов

## Статистика
В данной таблице представлены результаты в национальных чемпионатах. Помимо этого, Фонсека забивал голы в национальных и международных кубковых турнирах. Всего на его счету 403 забитых за карьеру гола.
|                      | Игры | Голы |
| -------------------- | ---- | ---- |
| Чемпионат Коста-Рики | 208  | 119  |
| Чемпионат Гватемалы  | 159  | 94   |
| Чемпионат Мексики    | 39   | 14   |
| Чемпионат Колумбии   | 34   | 7    |
| Сборная Коста-Рики   | 113  | 47   |
| Итого                | 553  | 281  |